# Grande Prêmio da Grã-Bretanha de 1953
Resultados do Grande Prêmio da Grã-Bretanha de Fórmula 1 realizado em Silverstone em 18 de julho de 1953. Sexta etapa do campeonato, foi vencida pelo italiano Alberto Ascari, da Ferrari, com Juan Manuel Fangio em segundo pela Maserati e Giuseppe Farina em terceiro, também pela Ferrari.

## Resumo
Foi a primeira vez numa corrida de Fórmula 1 que somente campeões mundiais subiram ao pódio.

## Classificação da prova
| Pos. | Nº | Piloto                | Construtor            | Voltas | Tempo/Diferença        | Grid | Pontos |
| ---- | -- | --------------------- | --------------------- | ------ | ---------------------- | ---- | ------ |
| 1    | 5  | Alberto Ascari        | Ferrari               | 90     | 2:50:00                | 1    | 8,5    |
| 2    | 23 | Juan Manuel Fangio    | Maserati              | 90     | + 1:00                 | 4    | 6      |
| 3    | 6  | Giuseppe Farina       | Ferrari               | 88     | + 2 voltas             | 5    | 4      |
| 4    | 24 | José Froilán González | Maserati              | 88     | + 2 voltas             | 2    | 3,5    |
| 5    | 8  | Mike Hawthorn         | Ferrari               | 87     | + 3 voltas             | 3    | 2      |
| 6    | 25 | Felice Bonetto        | Maserati              | 82     | + 8 voltas             | 16   |        |
| 7    | 10 | Prince Bira           | Connaught-Lea-Francis | 82     | + 8 voltas             | 19   |        |
| 8    | 16 | Ken Wharton           | Cooper-Bristol        | 80     | + 10 voltas            | 11   |        |
| 9    | 20 | Peter Whitehead       | Cooper-Alta           | 79     | + 11 voltas            | 14   |        |
| 10   | 9  | Louis Rosier          | Ferrari               | 78     | + 12 voltas            | 24   |        |
| Ret  | 18 | Jimmy Stewart         | Cooper-Bristol        | 79     | Spun off               | 15   |        |
| Ret  | 14 | Tony Rolt             | Connaught-Lea-Francis | 70     | Semieixo               | 10   |        |
| Ret  | 7  | Luigi Villoresi       | Ferrari               | 65     | Eixo                   | 6    |        |
| Ret  | 26 | Onofre Marimón        | Maserati              | 65     | Motor                  | 7    |        |
| Ret  | 19 | Alan Brown            | Cooper-Bristol        | 56     | Superaquecimento       | 21   |        |
| Ret  | 2  | Peter Collins         | HWM-Alta              | 56     | Spun off               | 23   |        |
| Ret  | 4  | Jack Fairman          | HWM-Alta              | 54     | Embreagem              | 27   |        |
| Ret  | 12 | Roy Salvadori         | Connaught-Lea-Francis | 50     | Roda                   | 28   |        |
| Ret  | 31 | Toulo de Graffenried  | Maserati              | 34     | Embreagem              | 26   |        |
| Ret  | 1  | Lance Macklin         | HWM-Alta              | 31     | Embreagem              | 12   |        |
| Ret  | 30 | Jean Behra            | Gordini               | 30     | Bomba de combustível   | 22   |        |
| Ret  | 15 | Ian Stewart           | Connaught-Lea-Francis | 24     | Ignição                | 20   |        |
| Ret  | 29 | Maurice Trintignant   | Gordini               | 14     | Eixo                   | 8    |        |
| Ret  | 3  | Duncan Hamilton       | HWM-Alta              | 14     | Embreagem              | 17   |        |
| Ret  | 17 | Bob Gerard            | Cooper-Bristol        | 8      | Suspensão              | 18   |        |
| Ret  | 28 | Harry Schell          | Gordini               | 5      | Pane elétrica          | 9    |        |
| Ret  | 11 | Kenneth McAlpine      | Connaught-Lea-Francis | 0      | Retirou-se             | 13   |        |
| Ret  | 22 | Tony Crook            | Cooper-Bristol        | 0      | Sistema de combustível | 25   |        |
| DNS  | 27 | Louis Chiron          | Osca                  | 0      | Não largou             |      |        |

## Tabela do campeonato após a corrida
Classificação do mundial de pilotos
|   | Pos. | Piloto                | Pontos      |
| - | ---- | --------------------- | ----------- |
|   | 1    | Alberto Ascari        | 33.5 (36.5) |
|   | 2    | Mike Hawthorn         | 16          |
| 1 | 3    | José Froilán González | 13.5 (14.5) |
| 1 | 4    | Luigi Villoresi       | 13          |
| 2 | 5    | Juan Manuel Fangio    | 13          |

- Nota: Somente as primeiras cinco posições estão listadas. Apenas os quatro melhores resultados dentre os pilotos eram computados visando o título.